# 晝夜垂直遷移

海洋生物每天往返于黄昏地带到海洋表面的迁移--NASA制作的动画

晝夜垂直遷移（英語：Diel vertical migration, DVM），又稱作垂直性洄游、垂直遷移。是生活許多海洋生物及湖泊生物（例如橈足類動物）使用的一種遷移模式。主要指生物在夜間向上移動到海洋的最上層並在白天返回海洋中層帶的底部或湖泊底層。 它出現在許多物種上，例如甲殼類（橈足類）、 軟體動物（魷魚）、 和輻鰭魚（鱒魚），就生物量而言，這是世界上最大的遷移。各式各樣的刺激是造成這種現象的原因，其中光強度的變化是最明顯的反應，尽管有证据表明，生理時鐘也是一种潜在的刺激。出現這種現象的原因有很多，但最常見的是為了獲取食物和躲避掠食者。雖然這種大規模遷徙通常在夜間進行，動物在夜幕降臨時從深處上升並在日出時下降，但可以根據觸發它的刺激來改變發生的時間。一些不尋常的事件也會造成垂直遷移，例如北極地區在永晝期間出現日食現象則可能會突然發生垂直遷移。

## 发现
在第二次世界大戰期間，美國海軍在對海洋進行聲納探測時發現了深海散射層。在進行聲音傳播實驗時，加州大學戰爭研究部（UCDWR）的迴聲測繪儀結果一直顯示出明顯的混響，他們將原因歸結為中層帶散射。當時部分人猜測這些讀數可能是因為敵軍潛艇造成。在與斯克里普斯研究所和UCDWR的生物學家合作後，他們確認了從迴聲探測儀觀察到的混響實際上與海洋動物的晝夜垂直遷移有關。 深海散射層是由大型密集的生物群（如浮游生物）造成的，它們將聲納分散，形成一個假的或第二個底部。
科學家們對深海散射層的成因做更多的研究，發現到有大量的生物在進行垂直遷移。大多數類型的浮游生物和部分類型的生物都表現出一種類型的垂直遷移。這些遷移可能通過調節獵物的濃度和可及性，對中層帶的掠食者和更高層的掠食者產生影響（例如對鰭足類的覓食行為產生影響）。

## 垂直迁移的类型
晝夜
這是最常見的垂直遷移形式。生物每天在水體中的不同深度進行遷移。遷移通常發生在上層淺水區和海洋中層深水區或湖泊的下層水區之間。此外，有三種公認的晝夜垂直遷移類型。這包括夜間垂直遷移，這是最常見的形式，生物在黃昏時分上升到水面，在水面停留一晚，然後在黎明時分再次遷移到深處。第二種形式是逆向遷移，即生物在日出時上升到水面，並在水體中保持一整天的高位，直到夕陽西下時下降。第三種形式是黃昏晝夜垂直遷移，包括在24小時內的兩次遷移，第一次在黃昏上升，然後在午夜下降，通常被稱為 "午夜沉降"。第二次上升到水面並下降到深海，發生在日出時。
季节性
生物體會在不同季節在不同的深度被發現。環境的季節性變化可能影響遷移模式的變化。在極地地區的有孔蟲物種全年都會發生正常的晝夜垂直遷移；然而，在午夜陽光下，不存在有光線變化的現象，所以它們會留在表面，並以豐富的浮游植物為食，或促進其共生體的光合作用。
形態發生
生物體會在不同的深度度過其生命週期的不同階段。像部分橈足類（Eurytemora affinis）的成年雌性遷移模式會有明顯的差異，它們停留在深處，僅在夜間有些微的向上移動，然而在其餘的生命階段則會遷移超過10米。此外，在其他橈足類中也有一種趨勢，如Acartia spp.，它們的晝夜遷移振幅會隨著其生命階段的發展而增加。這可能是由於橈足類的身體尺寸越來越大，會使得它們更引人注目，也會增加被視覺掠食者（如魚類）捕食的風險。

## 垂直迁移的触发
目前已知有两种不同的因素會引起垂直迁移，可分為内源性和外源性。内源性因素是由於生物体本身造成，包括性别、年龄、生物节律等。外源因素是由於生物体所在的环境因素，如光、重力、含氧量、温度、掠食者-猎物相互作用等。

### 内源性因素

#### 内源性节律
生理時鐘是生物體與生俱來的一種能力和時間感，使它們能夠預測環境變化和變化的週期，進而在生理上和行為上對預期的結果做出反應。 部分的桡足类物种（如Calanus finmarchicus）已經被發現晝夜節律會影響它們的晝夜垂直遷移、新陈代谢甚至是基因的表現，這些桡足类被證明即使在持續黑暗的實驗室環境中也會持續表現出這些垂直遷移的日常節律。斯克里普斯海洋學研究所做了一個實驗，將生物體放在有光/暗循環的柱形水箱中。幾天后，光照被改為恆定的低光，生物體仍然顯示出晝夜垂直遷移。這表明，某種類型的內部反應造成了遷移現象的發生。

#### 时钟基因表达
包括橈足類動物（C. finmarchicus）在內的許多生物體都有專門用於維持其生理時鐘的遺傳物質。這些基因的表現在時間上是不同的，其表現程度在黎明和黃昏後明顯增加，而黎明和黃昏是該物種中看到的最大的垂直遷移時間。這些發現可能表明它們作為垂直遷移的分子刺激物並起了作用。

#### 身体尺寸
已發現生物體的相對體型會影響晝夜垂直遷移。強壯紅點鮭表現出每日和季節性的垂直遷移，較小的個體總是停留在比大的個體更深的一層。這很可能是由於捕食的風險，但也取決於個體本身的大小，如較小的動物可能更傾向於停留在深處。

### 外因

#### 光
光線是造成垂直遷移最常見和最關鍵的線索。 生物體希望找到一個最佳的光照強度。無論是沒有光還是大量的光，生物體都會前往它最舒適的地方。研究表明，在滿月期間，生物體不會向上遷移那麼遠，而在月食期間，它們會開始遷移。

#### 温度
生物會遷移到溫度最適合生物需要的水深，例如一些魚種會遷移到較溫暖的表層水，以幫助消化。溫度變化可以影響一些橈足類動物的游泳行為。在強烈的溫躍層存在時，一些浮游動物可能傾向於穿過溫躍層，並遷移到表層水，儘管這甚至在單一物種中也可能是非常不穩定的。部分海洋橈足類如在喬治河岸的 飛馬哲水蚤（Calanus finmarchicus）會通過溫差6℃的梯度遷移；然而在北海的族群被觀察到只會留在梯度以下。

#### 盐度
如果它們恰好處於無鹽或沒有能力處理調節其滲透壓，鹽度的變化可能促進生物體尋找更合適的水域。在具有鹽度變化的潮汐週期影響的地區，例如河口，可能會看到一些浮游生物物種的垂直遷移。而在北極等地區，冰雪融化將會產生生物體無法穿越的淡水層。

#### 压力
已發現壓力變化會導致垂直遷移。許多浮游動物對壓力增加的反應是正趨光性，負趨地性，和/或導致在水體中上升的動力學反應。同樣地，當壓力減少時，浮游動物的反應是被动下沉或主動下游以在水體中下降。

#### 捕食者 開洛蒙（kairomones）
捕食者可能會釋放一種化學線索，會導致其獵物垂直遷移離開。這可能刺激獵物垂直遷移以避免遭遇捕食。將潛在的捕食者物種，如魚，引入到垂直遷移的浮游動物的棲息地，已被證明會影響其遷移的分佈模式。例如，一項研究使用水蚤和一種太小而不能捕食它們的魚（孔雀魚），發現將魚引入系統後，水蚤仍留在溫躍層以下，而那裡沒有魚。這證明了開洛蒙對水蚤晝夜垂直遷移的影響。

#### 潮汐模式
一些生物被發現會隨著潮汐週期移動。一項研究觀察了一種小型蝦類（Acetes sibogae）的密集度，發現它們在水體中的移動程度往往比在河口的退潮時更高，次數也更多。隨著潮汐變化的因素可能是遷移的真正觸發因素，而不是水的運動本身，如鹽度或微小的壓力變化。

## 垂直迁移的原因
关于生物体为什么会垂直迁移，有许多假设，而且在任何时候都可能有几个假设是有效的。
躲避捕食者
鱼类对光线的依赖性捕食是导致浮游动物晝夜垂直遷移行为的一种常见原因。一个特定的水体可以被看作是一个风险梯度，表层在白天比深水更有风险，因此促进了定居在不同日间深度的浮游动物的不同寿命。事实上，在许多情况下，浮游动物在白天迁移到深海以避免被捕食，并在晚上浮出水面觅食是有利的。
代谢优势
通过晚上在温暖的表层水域进食，白天在较冷的深层水域居住，它们可以保存能量。另外，白天在冷水中的底部进食的生物可能在晚上迁移到表层水，以便在较暖的温度下消化它们的食物。
分散和运输
生物体可以利用深浅海流来寻找食物斑块或保持地理位置。
避免紫外线伤害
阳光可以穿透到水体中。如果一个生物体，特别是像微生物这样的小东西，离水面太近，紫外线就会伤害它们。所以它们会希望避免太靠近水面，特别是在白天。
水的透明度
最近的一种晝夜垂直遷移理论，称为透明度调节假说，认为水的透明度是决定在特定环境中引起晝夜垂直遷移行为的外源因素（或因素组合）的最终变量。在透明度较低的水体中，有鱼类存在，有更多的食物，鱼类往往是晝夜垂直遷移的主要驱动力。在透明度较高的水体中，鱼的数量较少，食物质量在深水中得到改善，紫外线可以传播得更远，因此在这种情况下成为晝夜垂直遷移的主要驱动因素。

## 不寻常的事件
由于用于启动垂直迁移的特殊类型的刺激和线索，异常情况会使模式发生巨大的变化。
例如，北极地区午夜太阳的出现引起了浮游生物的变化，这些浮游生物通常会在24小时的黑夜和白天周期中执行晝夜垂直迁移。在北极地区的夏天，地球的北极朝向太阳，创造了更长的白昼，在高纬度地区，连续的白昼光线超过24小时。在海洋中发现的有孔虫物种停止了它们的晝夜垂直迁移模式，而是留在海面上以浮游植物为食，例如 Neogloboquadrina pachyderma，对于那些含有共生体的物种，如 Turborotalita quinqueloba，留在阳光下以帮助光合作用。
也有证据表明，在日食事件中，垂直迁移模式发生了变化。在正常日照时间内太阳被遮挡的时刻，光照强度突然急剧下降。光照强度的降低，复制了夜间的典型照明，刺激了浮游生物的迁移。在日食期间，一些桡足类物种的分布集中在表面附近，例如飛馬哲水蚤（Calanus finmarchicus）显示出典型的昼夜迁移模式，但在日食期间的时间范围要短很多。

## 生物泵的重要性

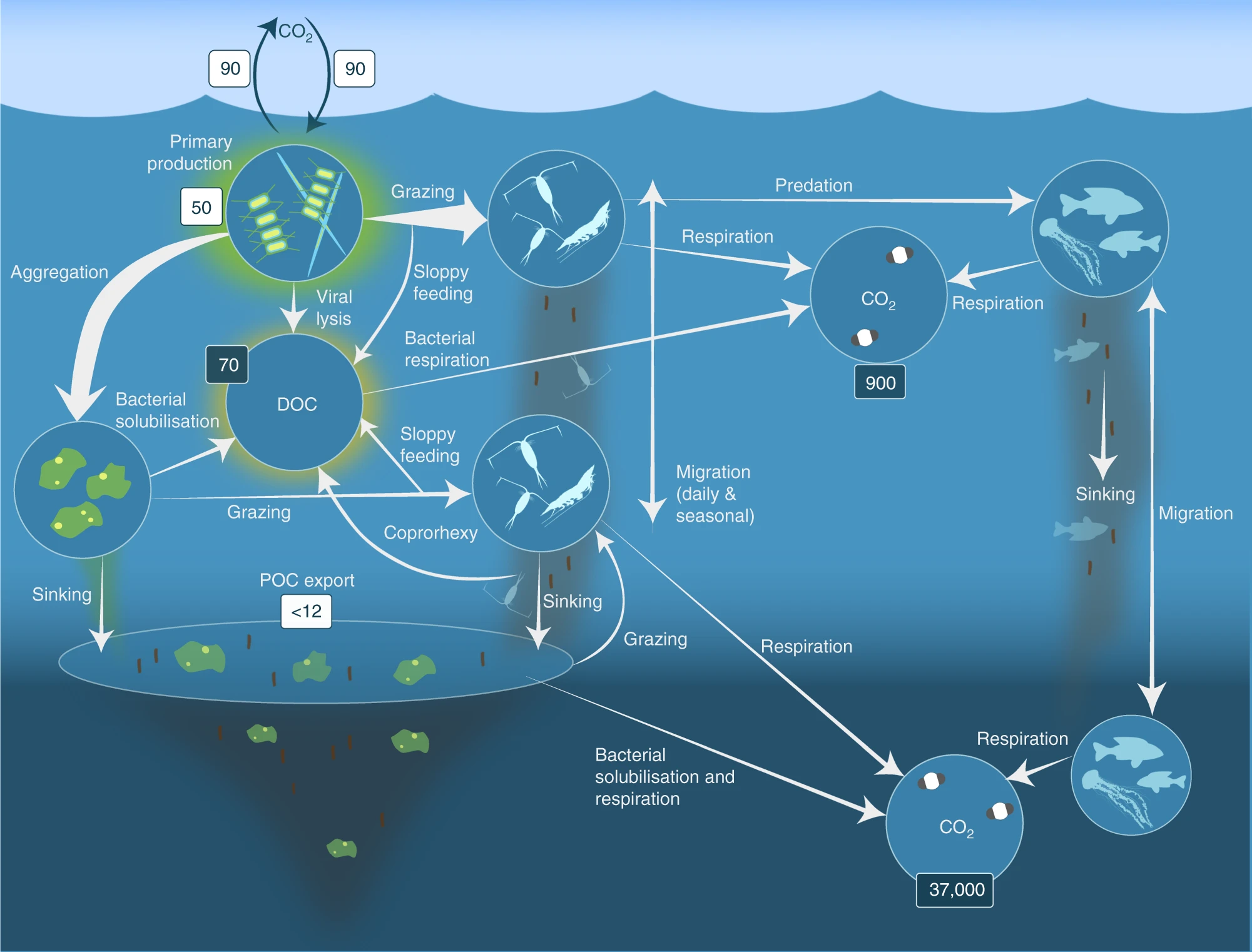
Biological pump昼夜垂直洄游的磷虾、较小的浮游动物（如桡足类）和鱼类可以通过在夜间消耗表层的颗粒有机碳（POC），并在白天的中层居住深度进行代谢，主动将碳输送到深处。根据物种的生活史，主动运输也可能在季节性基础上发生。

生物泵是通过植物的光合作用将二氧化碳和无机营养物质转化为泛光区的颗粒状有机物，并转移到深海。这是海洋中的一个主要过程，如果没有垂直迁移，它的效率就不高了。深海的大部分营养物质来自较高的水體，這些由死亡或垂死的动物和微生物、粪便、沙子和其他无机物组成的營養物質會以海洋雪的形式沉降下來。
生物在夜间向上迁移觅食，所以当它们在白天迁移回深度时，它们会排泄出大型的下沉粪便颗粒。虽然一些较大的粪便颗粒可以下沉得相当快，但生物体返回深度的速度还是比较快。在夜间，生物体在水柱的前100米处，但在白天，它们会向下移动到800-1000米之间。如果生物体在表面排泄，粪便颗粒需要几天的时间才能达到它们在几小时内到达的深度。因此，通过在深度释放粪便颗粒，它们到达深海的路程就少了近1000米。这就是所谓的主动运输。生物体在将有机物向深海转移的过程中发挥了更积极的作用。因为大部分的深海生物，特别是海洋微生物，都依赖于落下的营养物质，它们越快到达海底越好。
浮游动物和海樽在粪便颗粒的主动迁移中发挥了很大作用。据估计，15-50%的浮游动物生物量会迁移，占到5-45%的颗粒有机氮向深海运输的比例。海樽是大型胶状浮游生物，可以垂直迁移800米，并在表面吃大量的食物。它们的肠道滞留时间很长，所以粪便颗粒通常在最大深度被释放。海樽也以拥有一些最大的粪便颗粒而闻名。正因为如此，它们有一个非常快的下沉速度，小的碎屑颗粒被称为聚集在它们身上。这使它们下沉得更快。因此，虽然目前对生物体垂直迁移的原因仍有很多研究，但很明显，垂直迁移在溶解性有机物向深处的主动运输中起着很大作用。